# Palazzo Lopez

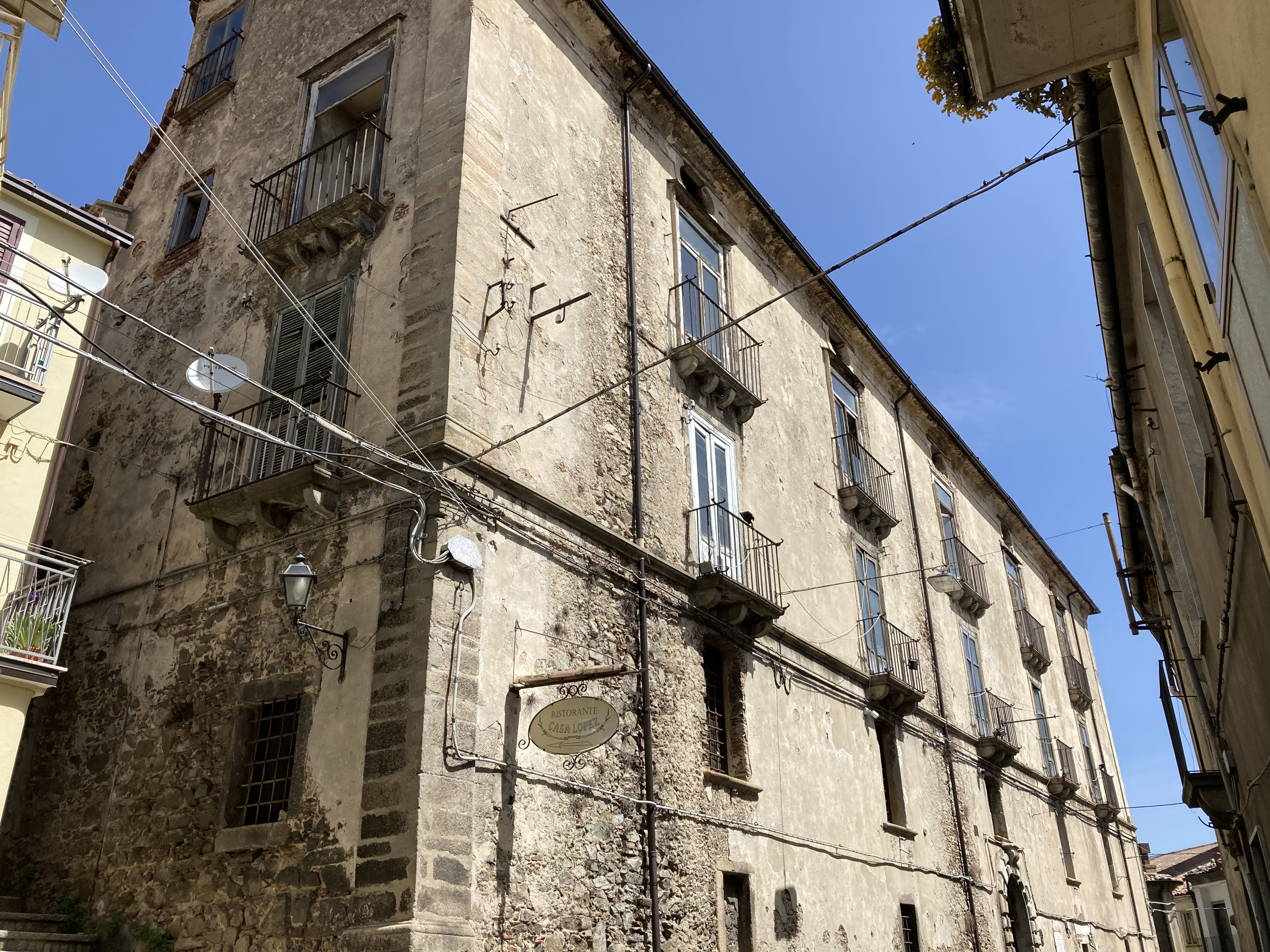
Palazzo Lopez in San Giovanni in Fiore

Der Palazzo Lopez ist ein Palast aus dem 18. Jahrhundert im historischen Zentrum von San Giovanni in Fiore in der italienischen Region Kalabrien. Er liegt in der Via XXV Aprile und ist mit dem Schicksal der Gebrüder Bandiera verbunden.

## Geschichte

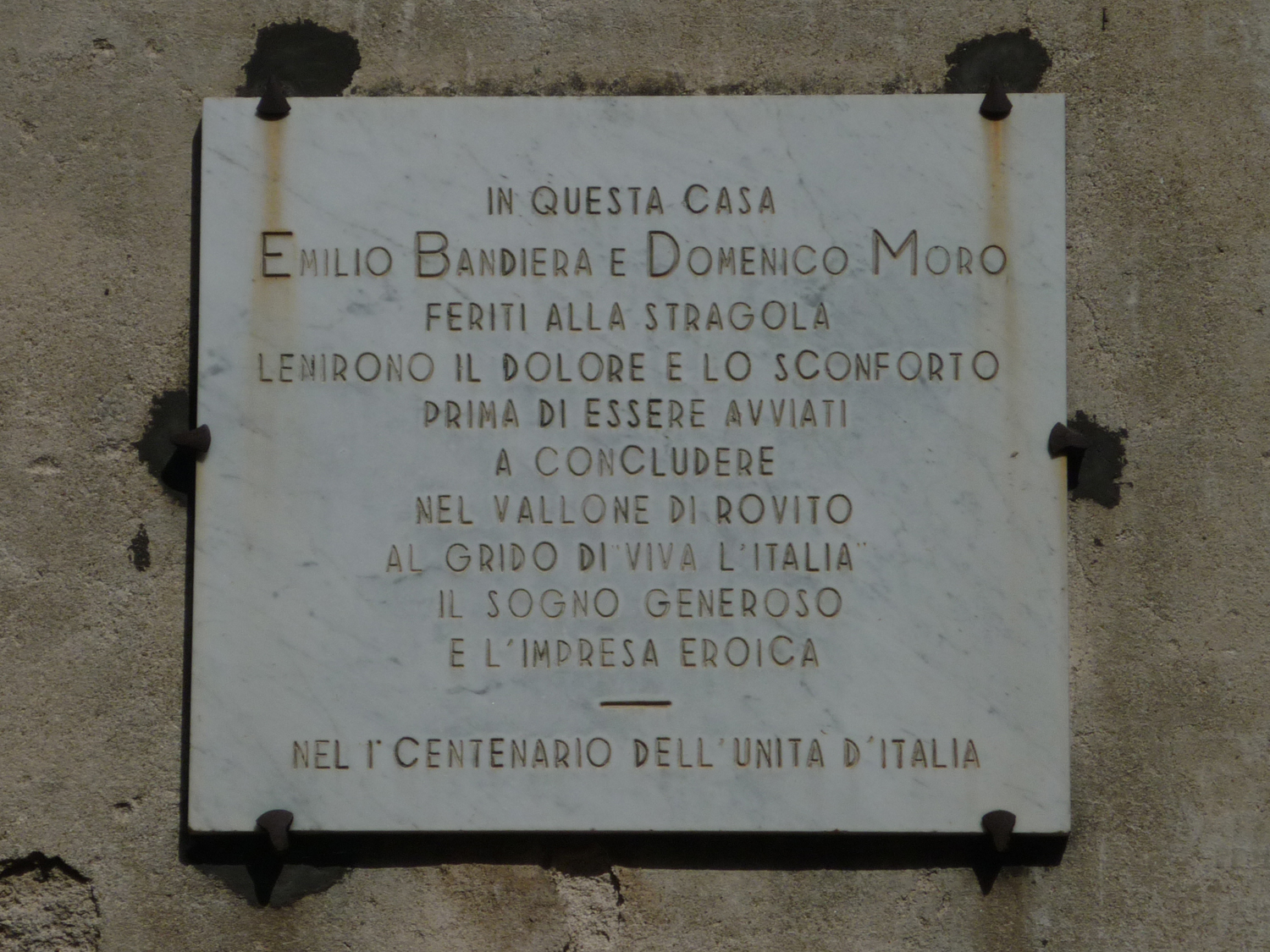
Steinerne Erinnerungstafel

Die Bedeutung des Palastes, der Anfang des 18. Jahrhunderts entstand, liegt nicht so sehr in seiner Architektur, sondern eher in seiner Rolle in der revolutionären Bewegung Mitte des 19. Jahrhunderts und insbesondere in der Verbindung mit dem Schicksal der venezianischen Gebrüder Bandiera. Aus diesem Grund ist der historische Palast oft in Büchern, Magazinen und Zeitungen, sowie Touristenführern, erwähnt.
Die Gebrüder Bandiera stammten ursprünglich aus Venedig und wurden 1844 von der örtlichen Gendarmerie gefangen genommen. Tatsächlich wurden Emilio Bandiera und Domenico Moro nach ihrer Gefangennahme in den Palazzo Lopez verbracht und dort einige Tage lang gefangen gehalten. Dies war ein Treffpunkt liberaler Patrioten mit mazzinistischen Ideen, die sich ziemlich oft in Begleitung schöner Frauen zeigten. Die Geschichte der Gebrüder Bandiera, die das Städtchen San Giovanni in Fiore und den Palazzo Lopez in die Chroniken ganz Italiens brachte, war ein Symbol für die revolutionären Erhebungen im Sila-Gebirge. Die tragische Geschichte ist auf einer steinernen Erinnerungstafel aus den 1950er-Jahren dargestellt, die neben dem Haupteingang zum Palast angebracht wurde.
In den letzten Jahrzehnten stand der Palast im Zentrum großer lokalpolitischer Debatten, weil die Gemeinde San Giovanni in Fiore ihn an private Bürger verkaufen wollte, die darin ein Bed and Breakfast eröffnen wollten. Die Kontroversen führten zu einer Art Kompromiss zwischen den Privatleuten, die den Palast gekauft hatten, und der Gemeinde: Ersteren wurde erlaubt, dort ein Restaurant und ein Pub zu eröffnen, und zwar unter der Voraussetzung, dass im dritten Geschoss ein Museo delle memorie e del Risorgimento (dt.: Museum zur Erinnerung an das Risorgimento) eröffnet wird. Bis heute allerdings ist in Richtung Museum noch nichts geschehen, aber es gibt bereits seit einigen Jahren Gastbetriebe in dem Haus.

## Beschreibung
Der heutige Grundriss ist das Ergebnis einer Reihe von Anbauten verschiedener Machart, die ein asymmetrisches Gebäude haben entstehen lassen. Einige Anbauten können der ursprünglichen Bauzeit Anfang des 18. Jahrhunderts zugeordnet werden, andere erfolgten später. Das Gebäude hat eine leichte Hanglage und zeigt so einen Höhenunterschied zwischen der Ost- und Westseite, der vermutlich den Stil der Fassade beeinflusst hat. Der seitliche Hof, der durch eine Mauer mit hölzernem Tor eingefriedet ist, liegt vor dem Eingang zum dritten Obergeschoss und schließt die Wohnräume ein. Natürlich sind sowohl die verschiedenen Stockwerke als auch die Anbauten mit Verbindungsstücken verbunden, ebenso wie die Stallungen und die alten Küchen in den Gebäuden außerhalb des trapezförmigen Hofes. Weitere Außengebäude, ebenfalls im Hof, sind mit einem Vaglio mit der Gasse verbunden.
Der Palast hat zur schmalen Straße hin eine imposante Fassade. Das hohe Rundbogenportal hat einen Schlussstein, auf dem das Wappen der alten Familie Lopez abgebildet ist. Im Inneren des Hauses führen breite Treppen bis in das zweite Obergeschoss. Um ins dritte Obergeschoss zu gelangen, muss man den Seiteneingang auf der Westseite benutzen, der von einem kleinen, dreieckigen Hof umgeben ist.
Das Dach, das von Holzbalken gestützt ist, zeigt Kreuzgewölbe. Die Wände haben keine Dekorationen, sondern beeindrucken nur durch die großen Dimensionen der Räume und die Besonderheit im obersten Geschoss, dass alle Räume untereinander verbunden sind.